# Hyllisia persimilis
Hyllisia persimilis är en skalbaggsart som beskrevs av Stefan von Breuning 1940. Hyllisia persimilis ingår i släktet Hyllisia och familjen långhorningar.
Artens utbredningsområde är:
- Botswana.
- Ghana.
- Zimbabwe.

Inga underarter finns listade i Catalogue of Life.